# Philippe Graille
Philippe Graille, né le 19 septembre 1967 à Marseille, est un kayakiste français. 

## Carrière
Philippe Graille remporte la médaille d'or du K1 par équipe aux Championnats du monde de descente 1993 et aux Championnats du monde de descente 1998, la médaille d'argent du K1 individuel aux Championnats d'Europe de descente 1997, la médaille d'argent du K1 par équipe aux Championnats du monde de descente 1995 et aux Championnats du monde de descente 1996 et la médaille de bronze de K1 par équipe aux Championnats du monde de descente 1991 ainsi qu'aux Championnats d'Europe de descente 1997.
Membre du comité directeur de la Fédération française de canoë-kayak (FFCK) de 1992 à 1998 et conseiller technique national de la FFCK depuis 1997, il devient directeur technique national de la FFCK le 26 mai 2005. Il est nommé en 2017 au poste de délégué ministériel à la haute performance sportive par le ministre et le secrétaire d'État aux sports.

## Distinctions
Il est nommé chevalier de l'ordre national du Mérite par décret du 14 novembre 2012.